# Sebastian Ickrath

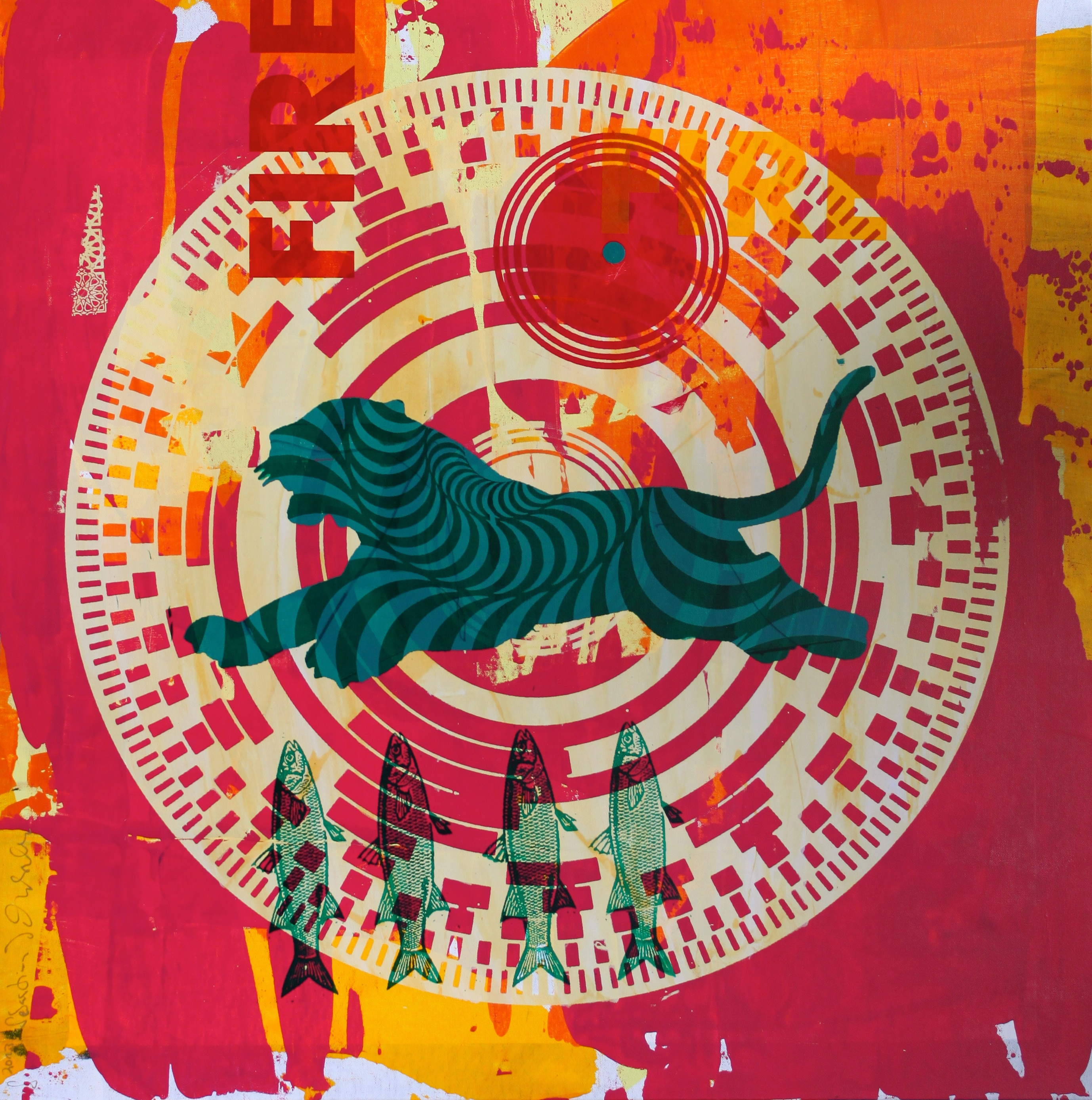
Tiger, Siebdruck und Acryl auf Leinwand (2013)

Sebastian Ickrath (* 13. August 1965 in Berlin) ist ein deutscher Maler und Grafiker.

## Leben
1965 in Berlin, als Kind des Künstlerpaares Gabriele und Joachim Ickrath, die die Künstlergruppe ZAAZ mitbegründeten, geboren, geriet er in den Sog der kulturellen und gesellschaftlichen Sinnsuche der damaligen Zeit. Traditionelle Strukturen und religiöse Bindungen wurden in Frage gestellt. Die „Hippie-Welle“ ergriff, von Amerika kommend, Europa.
Sebastians Eltern entschlossen sich, den sechsjährigen Jungen in einen Ashram (indisches Kloster) nach Dallas/Texas zu geben. Mit 11 Jahren brachten sie ihn von dort in den Hare Krsna Ashram in Vrindavana, Indien, wo sein erster Kontakt mit Druckmaschinen von Gestetner stattfand, die ihn schon als Kind begeisterten. Unter strengen religiösen Riten, monatlich bei Vollmond kahlgeschoren, lernte er Veden rezitieren, Sanskrit schreiben und lesen und erhielt den Sanskrit-Namen „Lila Smaran“.
Die Bedeutung des Namens kennzeichnete sein Wesen, hieß er doch so viel wie „gutes Gedächtnis, Erinnerung an die göttlichen Spiele Krishnos“. Sebastian Ickrath arbeitet zwischen 2007 und 2009 unter seinem Künstlernamen Leela beziehungsweise Leela Ickrath.
Mit 17 Jahren in den Westen zurückgekehrt begann Ickrath, wieder die deutsche Sprache zu erlernen und seine europäischen Wurzeln zu entdecken. Seine Neugier führten ihn vor allem in Städte, die einen tiefgreifenden Gegensatz zu dem einfachen Leben bildeten, das er bislang geführt hatte. Nach Aufenthalten in London und Aix-en-Provence zog er mit seinem Vater 1982 nach Saarbrücken und später nach Berlin. Dort arbeitete er in Druckereien und lernte verschiedene Druckverfahren kennen, von denen ihn der Siebdruck und Radierung besonders faszinierten. Unter Anleitung seines Vaters setzt er zunächst dessen Bildentwürfe um. Parallel begann er, auch selbst künstlerisch zu arbeiten und einen bildnerischen Stil zu entwickeln.
1991 kehrte ins Saarland zurück und wohnte als freischaffender Künstler in Völklingen. Er schuf mehrere Serien mit großformatigen Siebdrucken auf Leinwand, auf Karton, Bütten und Holz. 2001 gab er unter dem Titel Gerakelt ein 98 Seiten umfassendes Kunstbuch mit Grafiken heraus. Mit der 2005–2011 geschaffenen Serie Metropolis, die später auch an mehreren deutschen Hauptbahnhöfen gezeigt wurde, verarbeitete er seine Faszination an großen Städten. Inzwischen arbeitet er vermehrt auch mit anderen Verfahren und Materialien. So entstanden neue Bildserien am Computer. Außerdem schuf er großformatige Werke aus Holz. Seit 2004 lebt und arbeitet er in Warburg, Westfalen.

## Werk/ Werkphasen
Ickrath bevorzugt großformatige Arbeiten in opulenter Farbigkeit, die meist im Siebdruckverfahren hergestellt werden. Mit einer Mischung von östlichen – namentlich der indischen Mystik entlehnten – sowie westlich geprägten Symbolen, Farbwelten und Kompositionsmustern erzeugt er einmalige Stimmungen.
„...Insofern wird man konstatieren dürfen, dass es Sebastian Ickrath mit seinen Werken gelingt, eine formal glaubhafte Brücke zwischen den Kulturen zu schlagen, die zugleich geprägt ist von dem hohen Respekt, den Sebastian Ickrath seiner – temporär erlebten – indischen Heimat entgegenbringt. Damit wird auch deutlich, dass Heimat immer dann lebt, wenn eine innere Beziehung, eine Seelenverwandtschaft, dieses Empfinden leitet.“ (Beate Reifenscheid 2001)
Werkphasen
- 1994–1998 - Serie 1 - circa 70 großformatige Siebdrucke auf Leinwand
- 1997–2001 - Serie 2 - circa 60 großformatige Arbeiten, Mischtechnik auf Holz
- 2001–2005 - Serie 3 - circa 80 Siebdrucke auf Leinwand. Karton, Bütten
- seit 2005 - Serie „METROPOLIS“  In dieser Bildserie spürt Sebastian Ickrath Kulturmetropolen und ihrer Vielschichtigkeit nach. Dazu hat er sich Zentren voller Wohlklang ausgesucht: Rom und Paris, Wien, London und Berlin sind schlechthin die kulturellen Schwergewichte Europas. New York, San Francisco und Los Angeles verkörpern wie keine anderen Städte den Lifestyle of Liberty. Luxemburg, Metz und Trier und selbst Saarbrücken stehen paradigmatisch für ein geglücktes Miteinander im Dreiländereck Deutschland - Frankreich - Luxemburg.
- seit 2009 - Serie „Rocketships and Tigers“
- 2016–2017 - Serie „Wood Work“
- seit 2018 - Serie „MoneyMoon“

## Ausstellungen (Auswahl)
- 2007: METROPOLIS im Museum Schloss Fellenberg/Merzig
- 2010: „GeZeiten“ im Museum im Stern, Warburg
- 2011: METROPOLIS - Wanderausstellungen im Auftrag der Deutschen Bahn-AG, u. a. in den Eingangshallen des Berliner Hauptbahnhofes und des Frankfurter      Hauptbahnhofs
- 2013: Ausstellung im Tatum Showroom, Kuala Lumpur, Malaysia
- 2013: METROPOLIS in der Premium Modern Art Galerie, Heilbronn
- 2018: „Treasures of the Sea and Beyond“  Tatum Showroom, Kuala Lumpur, Malaysia
- 2022: „Drei Generationen Ausstellung“ Kassel, Galeria Kollektiva
- 2023: SaarArt 2023(Familie Ickrath) - Galerie Ludwig, Saarlouis

## Sammlungen/ Auftragsarbeiten
- AC Pharma, München
- Computer Associates, London
- Heitkamp & Thomann Group, Düsseldorf
- Lieser & Rombach, Erfurt/Koblenz
- Richter Dienstleistungsbetriebe/Richter Premium,  Bad Brückenau
- RIG Investments, Amsterdam
- Sachsenring AG, Zwickau
- Tomesa Kliniken, Bad Salzschlirf
- Gladstone plc, London
- Helios Kliniken - St. Petri Hospital, Warburg, Westfalen
- Leonardo Hotel, Dresden
- Herweck AG, Kirkel

## Galerie/ Ausgewählte Werke

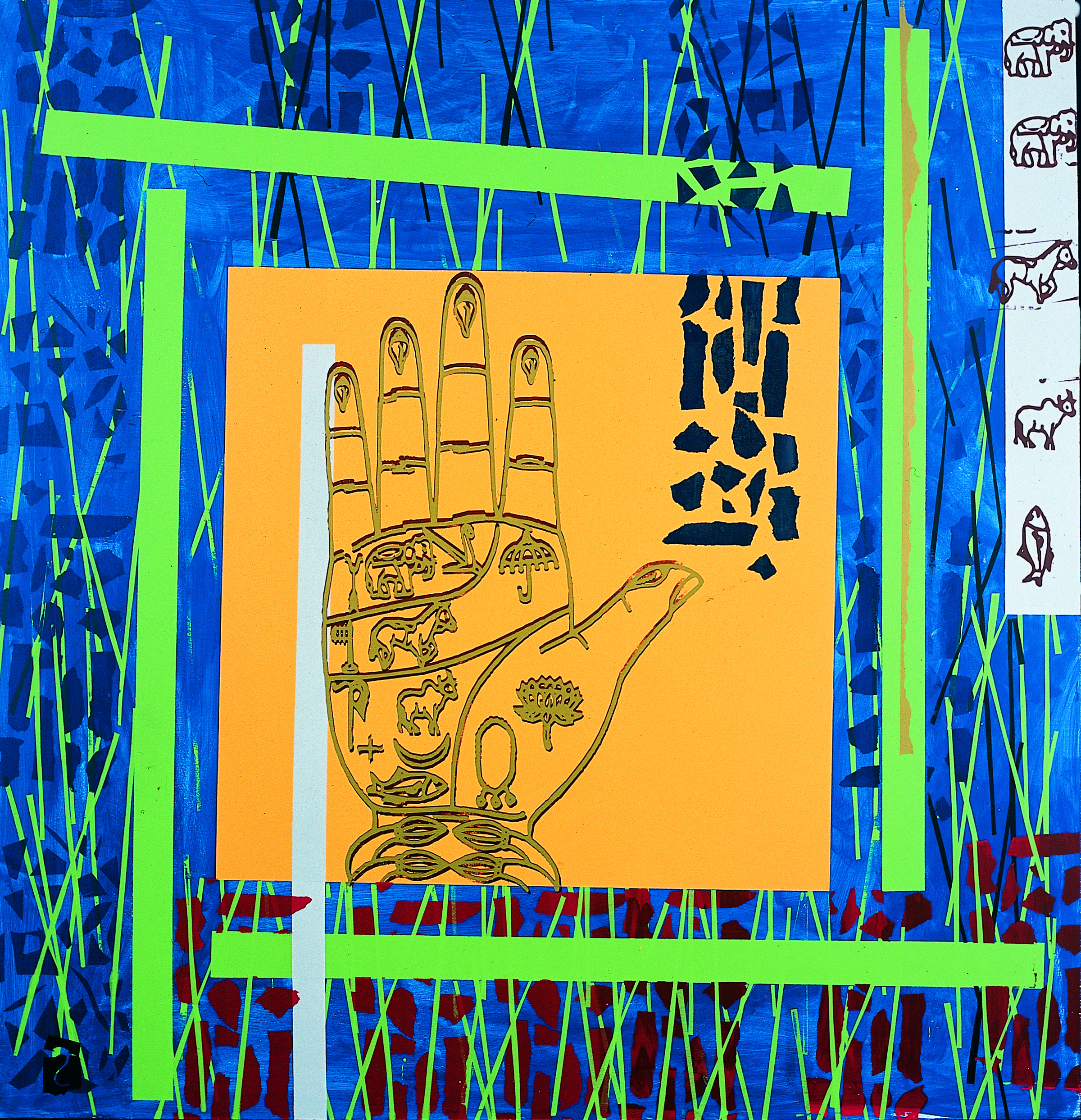
Blessed Hand (1997)
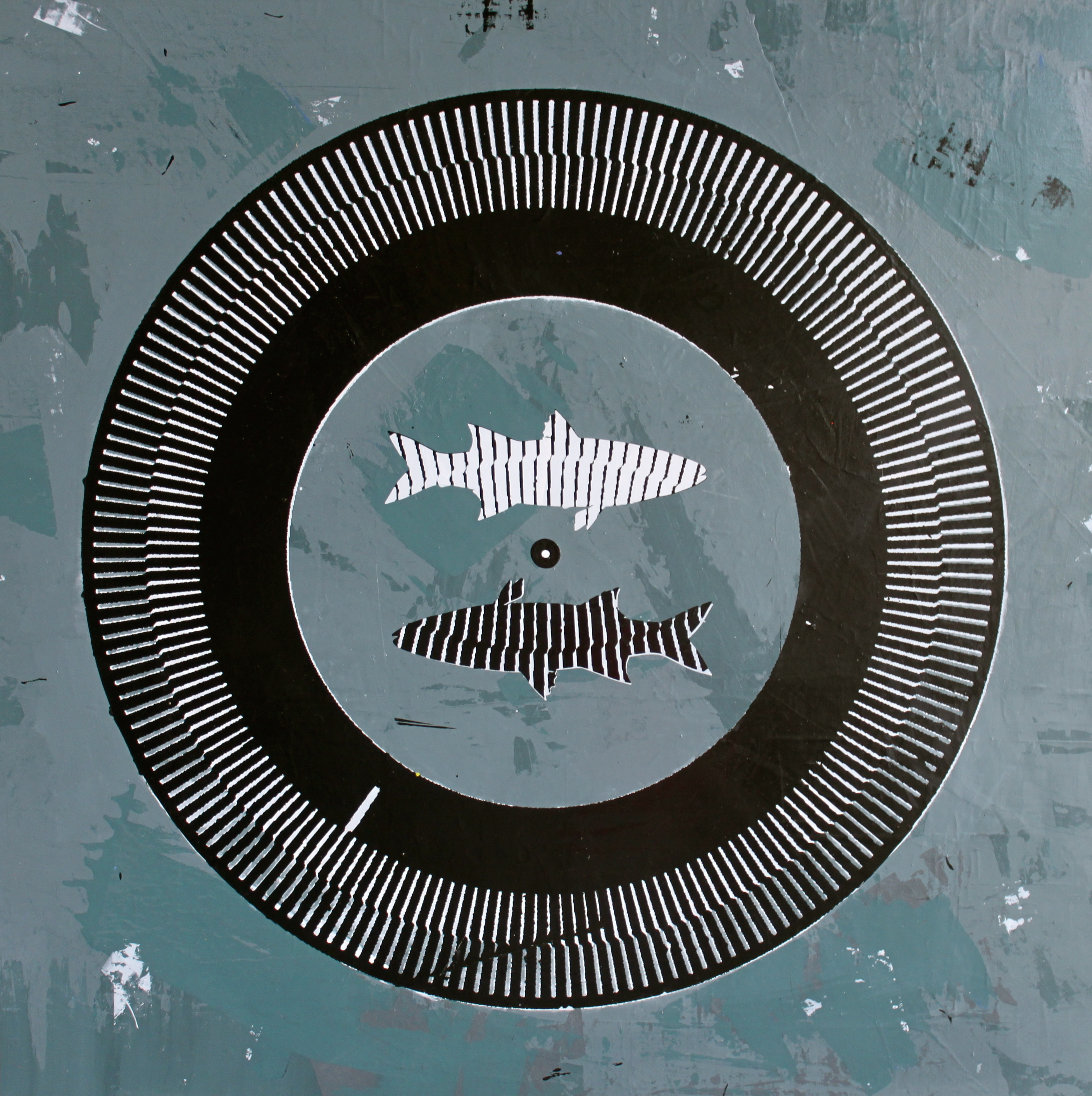
Sushi Alarm 5 (2013)
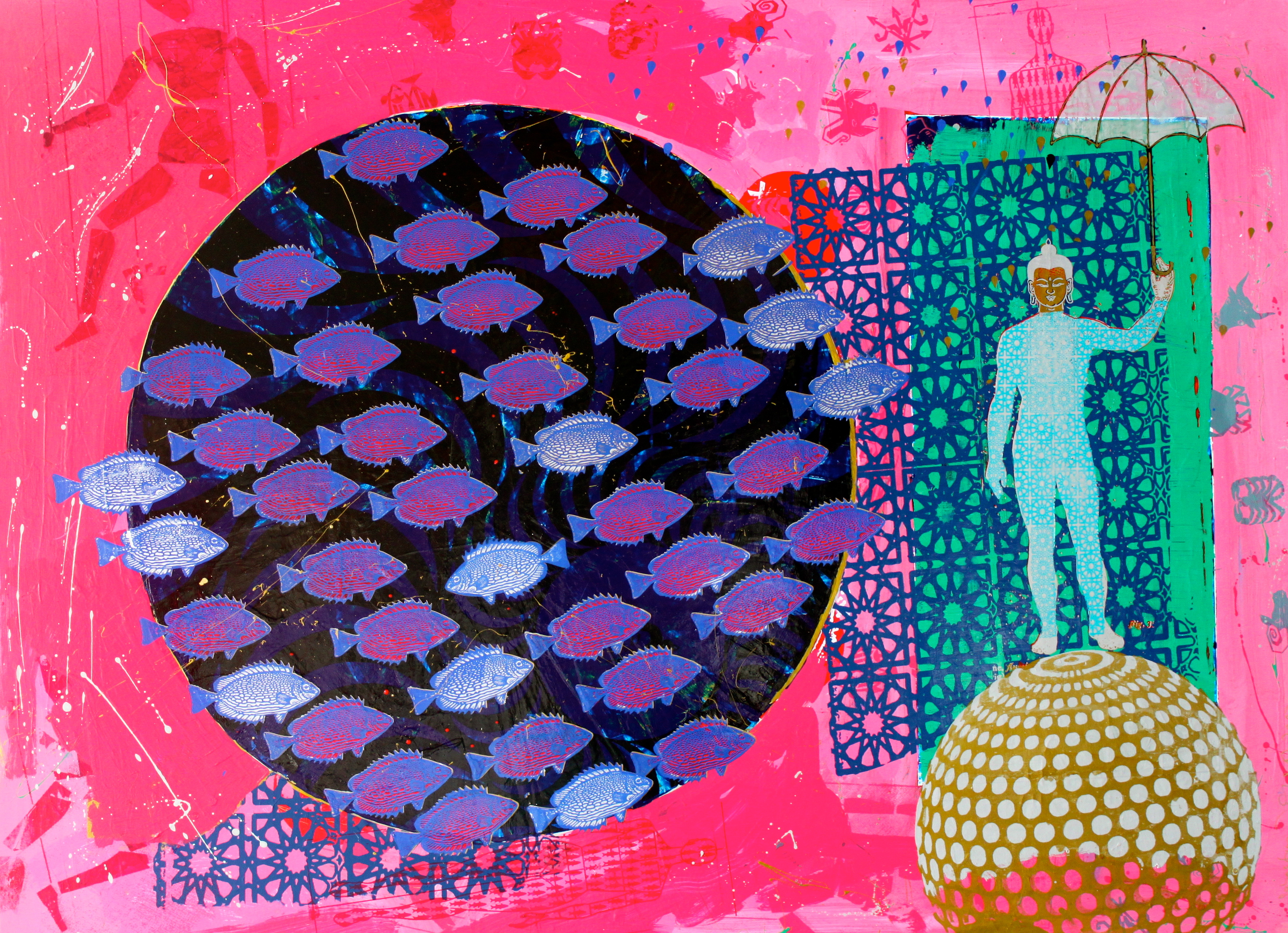
On Zop (2013)
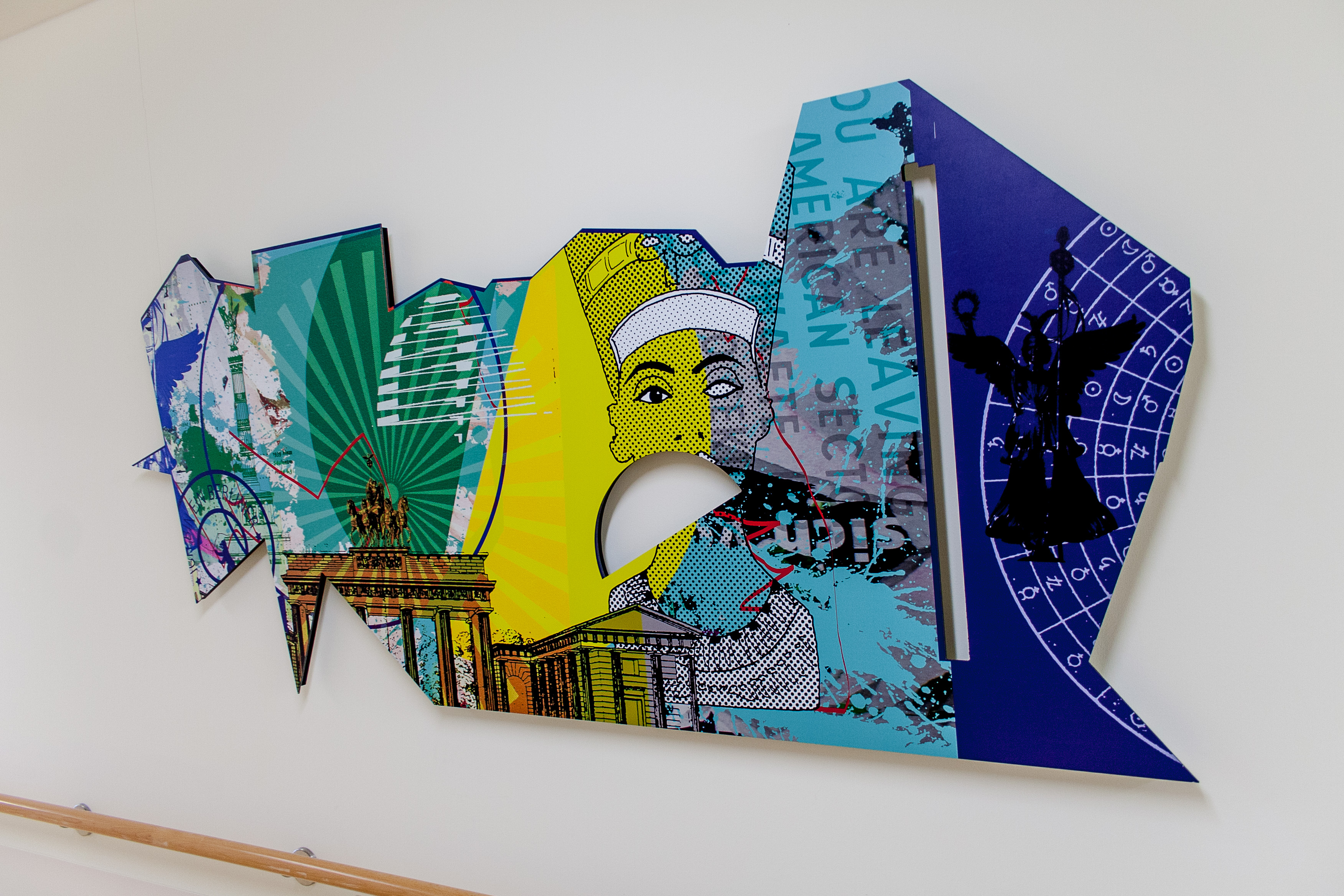
Cutout 1 (2014)
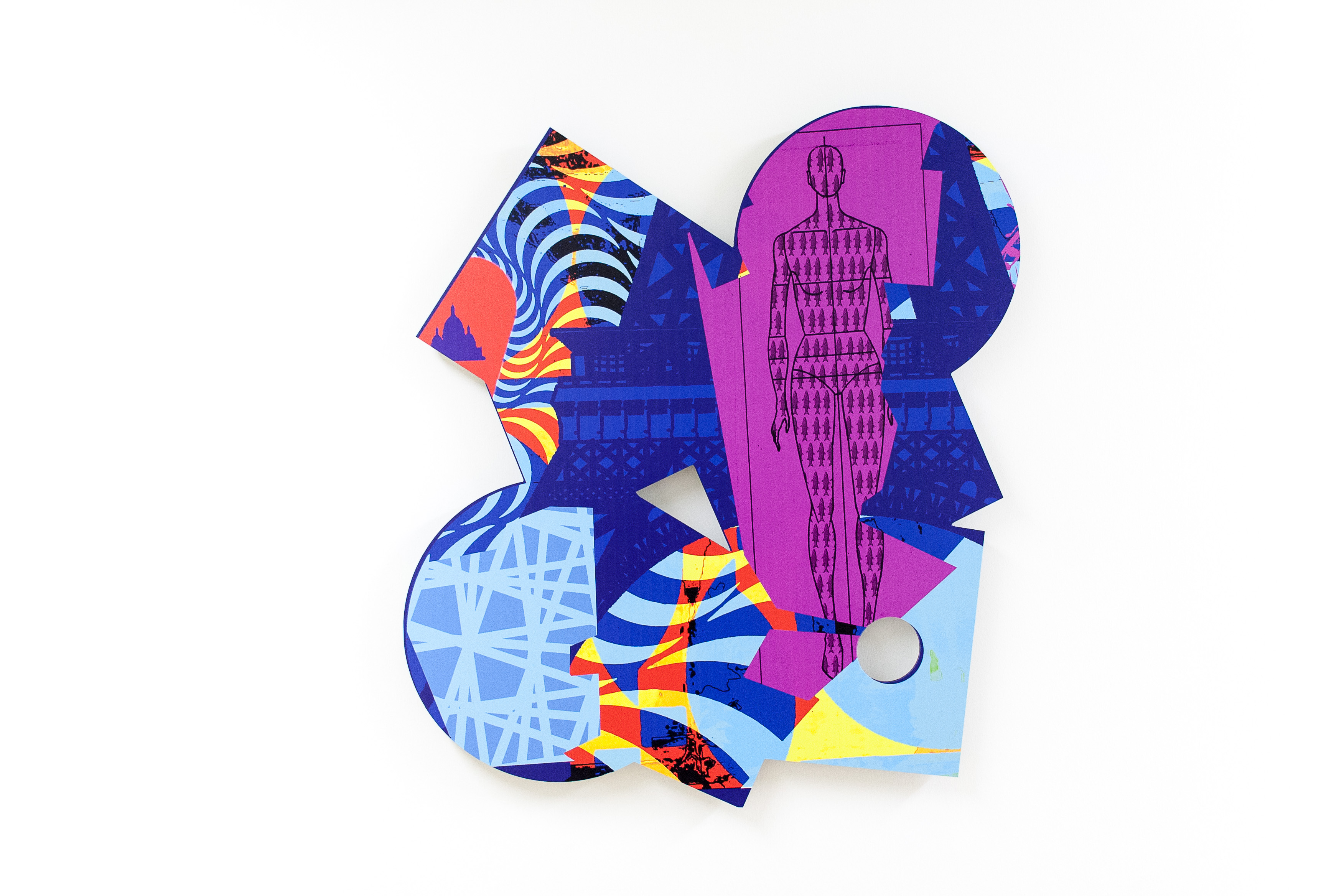
Cutout 2 (2014)
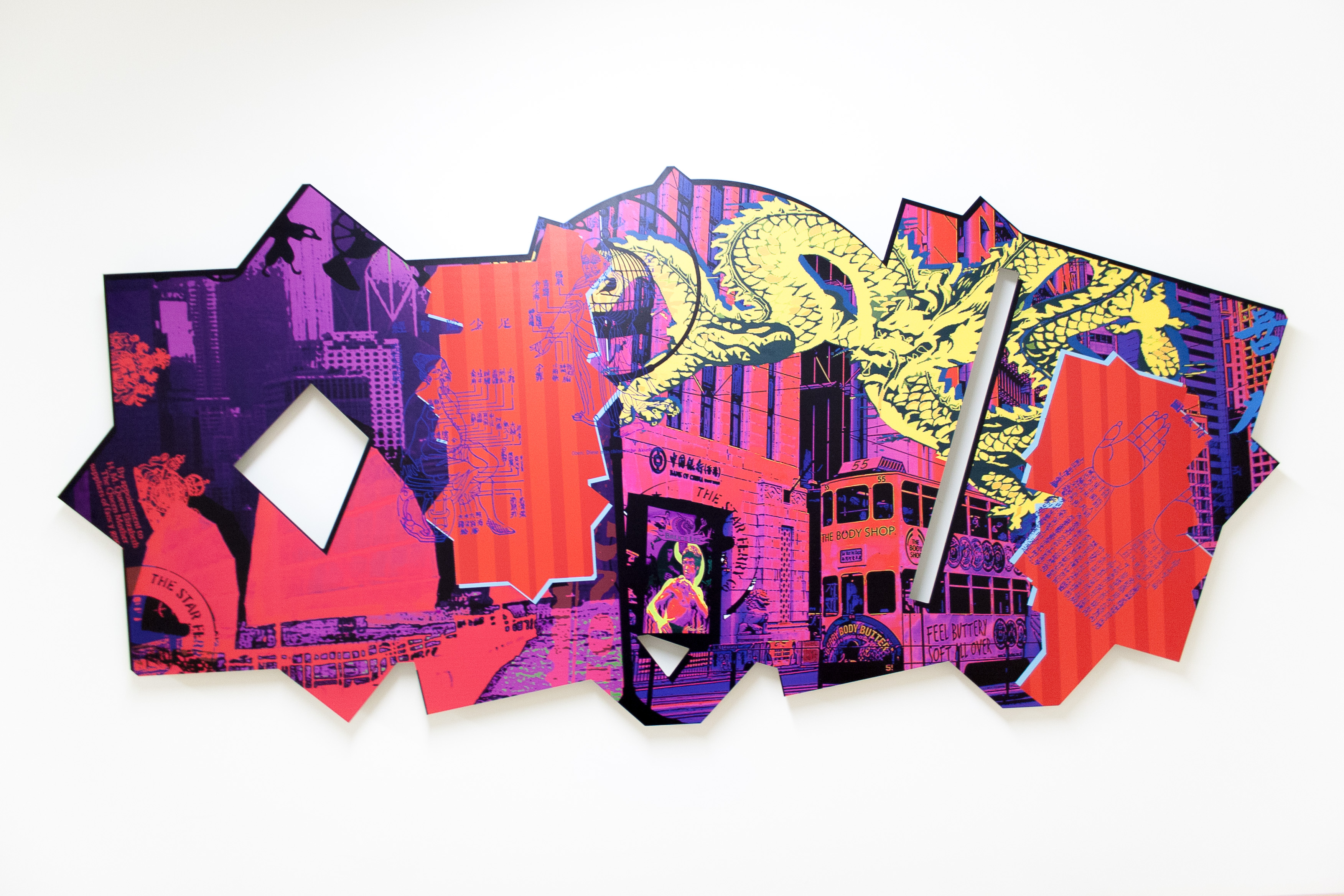
Cutout 3 (2014)